# Strada senza ritorno (film 1948)
Strada senza ritorno (The Small Voice) è un film del 1948 diretto da Fergus McDonell e Burgess McDonnell.